# كيوهي ساكاجوتشي
كيوهي ساكاجوتشي (باليابانية: 坂口恭平) (13 أبريل 1978، كوماموتو في اليابان)؛ مصور، مهندس معماري وروائي ياباني.